# Lycodonomorphus
Lycodonomorphus är ett släkte av ormar. Lycodonomorphus ingår i familjen Lamprophiidae.
Arterna är med en längd mellan 75 och 150 cm medelstora ormar. De förekommer i Afrika. Individerna simmar ofta i vattnet. De äter fiskar, groddjur och grodyngel. Honor lägger ägg.
Arter enligt Catalogue of Life:
- Lycodonomorphus bicolor
- Lycodonomorphus laevissimus
- Lycodonomorphus leleupi
- Lycodonomorphus rufulus
- Lycodonomorphus subtaeniatus
- Lycodonomorphus whytii

The Reptile Database listar dessutom:
- Lycodonomorphus inornatus
- Lycodonomorphus mlanjensis
- Lycodonomorphus obscuriventris